# Zawisna
Zawisna – wieś w Polsce położona w województwie śląskim, w powiecie częstochowskim, w gminie Kamienica Polska.

## Historia
Wieś Niewdzięczna (dawna nazwa) jest wymieniana w dokumentach powstałej na początku XVII w. rzymskokatolickiej parafii św. Jana Chrzciciela w Poczesnej. Najprawdopodobniej w tym okresie została założona.
W Królestwie Polskim wieś wchodziła w skład dóbr rządowych ekonomii Poczesna, jednej z pięciu w regionie częstochowskim. W 1854 roku miała powierzchnię 893 mórg.
W okresie międzywojennym wieś była siedzibą gromady, w gminie Poczesna, powiecie częstochowskim, w województwie kieleckim. W latach 1954–1961 wieś znajdowała się w gromadzie Wanaty, w województwie stalinogrodzkim (od 1956 r. katowickim). W latach 1961–1973 znajdowała się w gromadzie Poczesna. W latach 1975–1998 miejscowość administracyjnie należała do województwa częstochowskiego.
W Zawisnej znajduje się kopalnia piasku.

## Parafia rzymskokatolicka
Od pocz. XVII w. do 1988 roku wieś wchodziła w skład parafii św. Jana Chrzciciela w Poczesnej, obecnie podlega parafii bł. Karoliny Kózkówny w Wanatach